# Факр ад-Даула
Факр ад-Даула (*бл.952 — 997) — емір Рея у 976—980 та 984—997 роках, Хамадану в 984—997 роках, Ґорґану і Табаристану в 984—997 роках. Тронне ім'я перекладається як «Гордість держави». Повне ім'я — Абуль-Хасан Алі ібн аль-Хасан Факр ад-Даула.

## Життєпис

### Перше правління
Походив з династії Буїдів. Третій син старшого еміра Рукн ад-Даули та доньки Аль-Хасана ібн аль-Фейрузана з впливового дейлемітського роду Фірузанидів. Народився близько 952 року, ймовірно у м. Рей. Разом з батьком брав участь у походах в Північній Персії. У 975 році отримав почесне ім'я Факр ад-Даула.
У 976 році після смерті Рукн ад-Даули відповідно за заповітом останнього стає еміром Рея та Хорасану. Невдовзі для зміцнення своєї влади наказав схопити та стратитиродича та військовика Алі ібн Каму. Водночас намагався позбутися зверхності старшого брата Адуд ад-Даули, який отримав титул аміра аль-умара, а згодом взяв старовинний перський титул шахіншаха. Було укладено союз з Іззою ад-Даулою, еміром Іраку, Кабусом Зіяридом, володарем Горгана і Табаристана, й Нухом II Саманідом, а також курдською династією Гасанваїдів. Проте Адуд ад-Даула не дав можливості Факру зосередити свої сили, спрямувавши проти нього брата Муайяда ад-Даулу, еміра Хамадану. Останній легко переміг Факр ад-Даулу, який втік до Табаристану.
Разом з Зіяридами та Саманідами вигнанець став збирати війська для повернення своїх володінь. Втім разом з Кабусом зазнав поразки у 981 році в Хорасані й втік до Нуха II.

### Старший емір
Лише у 984 році після смерті Муайяда ад-Даули вирішив повернутися до Хорасану. В Горгані візир Сагіб ібн Аббад перейшов на бік Факра ад-Даули, незабаром його бік прийняли військовики та сановники Рея і Хорасану. Незабаром під його владою опинилися Горган, Табаристан і Хамадан. Він відмовився відновити на троні свого давнього союзника Кабуса. Натомість прийняв титул старшого еміра та шахіншаха. Його визнали таким небіжі Тадж ад-Даула та Дійя ад-Даула, що правили Хузістаном і Басрою відповідно.
Проте інший родич Шараф ад-Даула, емір Фарса і Кермана, відмовився визнати зверхність Факр ад-Даули. Військова каманія проти Фарса виявилася невдалою. Водночас підтримав повстання в Хорасані, спрямоване проти Саманідів, але ті придушили його. Тому Факру не вдалося повністю захопити Хорасан. У 986 році зазнали поразок його васали Тадж ад-Даула і Дійя ад-Даула, які втекли до Рея, а еміром Басри і Хузістану став Шараф ад-Даула. Тоді ж старшим еміром Факра ад-Даулу визнав Самсам ад-Даула, емір Іраку. Але його це не врятувало, оскільки у 987 році Ірак було захоплено Шарафом ад-Даулою.
У 987 році розпочав військову кампанію проти Гасанваїдів, з якими боровся до 989 року. У 987 році придушив повстання в Казвіні та Табаристані. У 988 році захопив Дамган, де намагався стати незалежним його родич-дейлеміт з роду Фірузанидів.
У 988 або 989 році після смерті Шарафа ад-Даули трапилася нагода повністю підкорити південну Персію та Ірак, втім проти Факра ад-Даули об'єдналися колишні суперники Баха ад-Даула і Самсам ад-Даула. Втім ті невдовзі розсварилися. У 991 році Факр ад-Даула встановив зверхність над Самсамом, який став еміром Фарсу та Хузістану. Боротьба проти Бахі ад-Даули тривала до 995 року, яколи вдалося захопити південь Іраку, але спроба зайняти Багдад для військ Факра ад-Даули виявилася марною.
У 995 році Факр ад-Даула спробував вдруге захопити Хорасан, проте стикнувся з військами Себук-Тегіна Газневіда, який завдав Буїдам важкої поразки. Після цього активні походи було припинено Факр ад-Даула помер у серпні 997 року в Реї. Після нього сини поділили спадщину: Маджд ад-Даула став еміром Рея, а Шамс ад-Даула — Хамадану.